# Сиунтио
Сѝунтио (на фински: Siuntio; на шведски: Sjundeå, Сюндео) е град и община във Финландия, губерния Южна Финландия, провинция Уусимаа, подрегион Хелзинки.

## География
Градът се намира на брега на Финския залив. Докато южната крайбрежна част е ниска и тревиста, северната е по-хълмиста и е заета основно от гори, морени и ескери.
Градът се намира в границите на агломерацията на Хелзинки. Градът се намира на 40 минути път (около 50 км) до центъра на столицата. С растящия поток на хора от Хелзинки, градът се доближава до статут на село.
Общината граничи с общините Инкоо на запад, Лохя – на север, Вихти – на северозапад и Кирконуми – на изток.